# Відкрите акціонерне товариство
Відкрите акціонерне товариство (ВАТ) — організаційно-правова форма товариства, акції якого можуть вільно розповсюджуватись шляхом підписки або купівлі-продажу на біржі. ВАТ мають право випускати будь-які акції: іменні та на пред'явника, прості та привілейовані. В Україні створювались відкриті акціонерні товариства в період з 1 жовтня 1991 р. до 30 квітня 2009 р. Протягом двох років (з 30 квітня 2009 р. до 30 квітня 2011 р.) відкриті акціонерні товариства в Україні повинні змінити найменування на публічне або приватне акціонерне товариство. За термінологією країн Європи та США — публічна компанія.